# Steve Staunton
Stephen "Steve" Staunton (Dundalk, 19 januari 1969) is een Iers voetbalcoach en voormalig betaald voetballer die als linksachter speelde. Staunton is de enige Ier die zijn land vertegenwoordigde op de drie WK's waaraan tot dusver werd deelgenomen: 1990, 1994 en 2002.

## Clubcarrière

### Liverpool
Staunton werd in 1986 door Liverpool FC op zeventienjarige leeftijd weggeplukt bij Dundalk FC. Hij werd eerst bij de beloften ondergebracht en in het seizoen 1987/88 zelfs even uitgeleend aan tweedeklasser Bradford City. Op 17 september 1988 maakte hij zijn officiële debuut voor Liverpool in een competitiewedstrijd tegen Tottenham Hotspur. Staunton kreeg elk seizoen een dertigtal wedstrijden speeltijd. In 1989 miste hij met Liverpool op een haar na de dubbel: The Reds wonnen dat jaar de FA Cup tegen stadsrivaal Everton FC, maar misten op een haar na de landstitel. Het jaar daarop was het wél prijs voor Liverpool in de First Division.

### Aston Villa
Staunton bleef na de landstitel nog één seizoen op Anfield spelen en trok dan naar Aston Villa.
Bij Aston Villa was Staunton zeven seizoenen lang een vaste waarde, al miste hij wel een groot stuk van het seizoen 1995/96 door verscheidene blessures. De finale van de League Cup tegen Leeds United (3–0 winst) moest hij dan ook vanop de bank beleven, terwijl hij twee jaar eerder nog op het veld stond in de gewonnen finale van 1994 tegen Manchester United.

### Terugkeer naar Liverpool en Aston Villa
Na zeven jaar in Villa Park keerde Staunton transfervrij terug naar Liverpool. Daar speelde hij in zijn debuutseizoen nog veel – Staunton ging zelfs in doel staan toen doelman Sander Westerveld tegen Everton rood kreeg –, maar verdween daarna naar het achterplan. Na een korte uitleenbeurt aan Crystal Palace haalde ook Aston Villa hem transfervrij binnen voor een tweede termijn.

### Latere carrière
In 2003 nam hij afscheid van de Premier League en ging hij in de lagere divisies voor Coventry City en Walsall spelen.
In 2005 stopte hij met voetballen.

## Interlandcarrière
Staunton speelde tussen 1988 en 2002 102 interlands voor Ierland, waarbij hij acht doelpunten maakte. Daarmee staat hij anno 2019 vijfde in de lijst van recordhouders qua aantal interlands, na Robbie Keane (146), Shay Given (134), John O'Shea (118) en Kevin Kilbane (110). Hij behoort tot het selecte groepje van zes spelers dat de kaap van 100 interlands bereikte bij Ierland. Staunton nam als enige met Ierland deel aan het WK 1990, WK 1994 en 2002.

## Trainerscarrière
Van 2006 tot 2007 was hij bondscoach van Ierland als opvolger van Brian Kerr. De voormalige verdediger had de nationale ploeg in totaal achttien duels onder zijn hoede: zes overwinningen, zeven gelijke spelen en vijf nederlagen. Hij was ook trainer van Darlington FC. Later werkte hij ook nog als scout voor Middlesbrough FC en Sunderland AFC.
| Interlands Ierland onder leiding van Steve Staunton | Interlands Ierland onder leiding van Steve Staunton | Interlands Ierland onder leiding van Steve Staunton | Interlands Ierland onder leiding van Steve Staunton | Interlands Ierland onder leiding van Steve Staunton |
| №                                                   | Datum                                               | Wedstrijd                                           | Uitslag                                             | Competitie                                          |
| --------------------------------------------------- | --------------------------------------------------- | --------------------------------------------------- | --------------------------------------------------- | --------------------------------------------------- |
| 1                                                   | 1 maart 2006                                        | Ierland – Zweden                                    | 3 – 0                                               | Oefeninterland                                      |
| 2                                                   | 24 mei 2006                                         | Ierland – Chili                                     | 0 – 1                                               | Oefeninterland                                      |
| 3                                                   | 16 augustus 2006                                    | Ierland – Nederland                                 | 0 – 4                                               | Oefeninterland                                      |
| 4                                                   | 2 september 2006                                    | Duitsland – Ierland                                 | 1 – 0                                               | EK-kwalificatie                                     |
| 5                                                   | 7 oktober 2006                                      | Cyprus – Ierland                                    | 5 – 2                                               | EK-kwalificatie                                     |
| 6                                                   | 11 oktober 2006                                     | Ierland – Tsjechië                                  | 1 – 1                                               | EK-kwalificatie                                     |
| 7                                                   | 15 november 2006                                    | Ierland – San Marino                                | 5 – 0                                               | EK-kwalificatie                                     |
| 8                                                   | 7 februari 2007                                     | San Marino – Ierland                                | 1 – 2                                               | EK-kwalificatie                                     |
| 9                                                   | 24 maart 2007                                       | Ierland – Wales                                     | 1 – 0                                               | EK-kwalificatie                                     |
| 10                                                  | 28 maart 2007                                       | Ierland – Slowakije                                 | 1 – 0                                               | EK-kwalificatie                                     |
| 11                                                  | 23 mei 2007                                         | Ecuador – Ierland                                   | 1 – 1                                               | Oefeninterland                                      |
| 12                                                  | 26 mei 2007                                         | Bolivia – Ierland                                   | 1 – 1                                               | Oefeninterland                                      |
| 13                                                  | 22 augustus 2007                                    | Denemarken – Ierland                                | 0 – 4                                               | Oefeninterland                                      |
| 14                                                  | 8 september 2007                                    | Slowakije – Ierland                                 | 2 – 2                                               | EK-kwalificatie                                     |
| 15                                                  | 12 september 2007                                   | Tsjechië – Ierland                                  | 1 – 0                                               | EK-kwalificatie                                     |
| 16                                                  | 13 oktober 2007                                     | Ierland – Duitsland                                 | 0 – 0                                               | EK-kwalificatie                                     |
| 17                                                  | 17 oktober 2007                                     | Ierland – Cyprus                                    | 1 – 1                                               | EK-kwalificatie                                     |
| 18                                                  | 17 november 2007                                    | Wales – Ierland                                     | 2 – 2                                               | EK-kwalificatie                                     |

## Erelijst

### Als speler
| Competitie       |              |                  |              |              |
| Competitie       | Aantal       | Jaren            |              |              |
| Liverpool FC     | Liverpool FC | Liverpool FC     | Liverpool FC | Liverpool FC |
| ---------------- | ------------ | ---------------- | ------------ | ------------ |
| First Division   | 1x           | 1989/90          |              |              |
| FA Cup           | 1x           | 1988/89          |              |              |
| Community Shield | 2x           | 1988, 1990       |              |              |
| Aston Villa      |              |                  |              |              |
| League Cup       | 2x           | 1993/94, 1995/96 |              |              |
| Intertoto Cup    | 1x           | 2001             |              |              |